# Le Longeron
Le Longeron korábbi község Franciaország Loire mente régiójában, Maine-et-Loire megyében. 2015. december 15-én kilenc másik korábbi községgel egyesült és Sèvremoine új község része lett.
Lakosainak száma 2124 fő (2018. január 1.). Le Longeron La Romagne, Saint-Christophe-du-Bois, Torfou, Mortagne-sur-Sèvre, Saint-Aubin-des-Ormeaux és Tiffauges községekkel határos.

## Népesség
A település népességének változása:
| Lakosok száma | 1579 | 1643 | 1926 | 1955 | 1946 | 2067 | 2072 | 2143 | 2151 | 2124 |
|               | 1962 | 1968 | 1982 | 1990 | 1999 | 2008 | 2011 | 2013 | 2017 | 2018 |